# Dzsíva
A dzsíva a világhoz kötődő és önmagát empirikus valóságnak tartva az elmével és testtel azonosuló élő lélek az ind filozófiában.
A dzsíva (dévanágari: जीव) jelentése: élő. A dzsív szótőből ered, melynek jelentése: légzés folytatása. A dzsívára utaló további terminusok: bhótká (tapasztalt) és kártá (cselekvő).

## A hinduizmusban
A dzsívára a filozófiai jelentések a hinduizmusban a következők:
- A jóga szerint az egyéni, változatlan, örök, mindenütt jelenvaló, tudatos entitás. Teljesen passzív. A megszabadulás úgy érhető el, hogy az egyéni lélek kiirtja magából a tudatlanságot (tévelygés, avidja), és lecsillapítja a tudat módosulásait.
- A szánkhjában a dzsíva örök purusa, mely változatlan, tudatos entitás. Nem cselekvő, se nem született, se meg nem hal. A dzsíva a tapasztalás és az empirikus változások alanya, a tapasztalati önvaló, amely a purusa és a tudat (elme) keveréke.
- A vaisésika rendszerében örök, nem érzékelhető, mindent átható szellemi szubsztancia. Végtelen számú dzsíva, azaz egyéni lélek létezik.
- Az advaita védánta alapján az önvaló (átman) és a nem-önvaló (anátman) keveréke a dzsíva, melyben egyik tévesen azonosítja magát a másikkal. A dzsíva a test és a tudat szerveződésből álló összetett entitás. Tudatosság, melynek elválaszthatatlan jellemzői a "belső érzékek".

## Dzsainizmus
A dzsainizmus szerint a létezők kategóriákba sorolhatók: vannak dzsívák (élők) és adzsívák (élettelenek). A dzsíva eszméje nélkül nem érthető a dzsainizmus, mert ők minden embernek, állatnak, rovarnak, növénynek, sőt még a földnek, a tűznek, a víznek és a levegőnek is élő lelket tulajdonítanak. Nézetük szerint a világot végtelenül sok dzsíva népesíti be, mindegyik valós, önálló és örök, s tudat (csaitanja), öröm (szukha) és energia (vírja) jellemzi.
A dzsívákat két fő csoportba sorolják:
- sziddha (megszabadult)
- szanszári (világi lények)

A dzsain filozófia azt tanítja, hogy minden lélek külön egyéniség, mely soha nem teremtetett, öröktől fogva létező. A lélek az alacsonyabbtól a magasabb állapot irányába fejlődik a karma vagy ok-okozat törvénye alapján. Minden alkalommal új testet ölt, amíg az előző életekből származó karmákat teljesen le nem dolgozza. Végül a karma kötelékeinek elszakításával, megmutatkozik abszolút tisztaságában, és eléri a tökéletességet, a nirvánát, a muktit.